# Sabre de Prata
Silver Sable é uma personagem fictícia da Marvel Comics, caçadora de criminosos de guerra, líder da Wild Pack e CEO da Silver Sable International. Apesar de ser uma legítima mulher de negócios, é uma mercenária altamente treinada cujos métodos e motivos às vezes a colocaram em conflito com outros super-heróis. Apareceu pela primeira vez em The Amazing Spider-Man #265 (junho de 1985).
Apesar de já ter se afiliado a vários heróis com o passar dos anos, é vista ocasionalmente como uma aliada próxima do Homem-Aranha. Sendo extremamente profissional, Silver Sable trabalhou diversas vezes com o alter-ego de Peter Parker, sempre mostrando uma mistura de irritação pela maneira altruísta e insubordinada como ele trabalha, bem como uma forte admiração platônica.

## Em outras mídias

### Filme
Em 22 de Março de 2017, foi relatado que a Sony Pictures estava desenvolvendo um filme de Gata Negra e Silver Sable com o escritor Christopher Yost. Pretende-se fazer parte de um universo compartilhado chamado Universo Homem-Aranha da Sony, centrado em personagens da mitologia de Homem-Aranha, começando com Venom em 2018. Os filmes serão mais orientados para adultos e, embora tenham lugar na "mesma realidade" que o Universo Cinematográfico Marvel, eles não se cruzarão um com o outro. Em Maio de 2017, foi anunciado que Gina Prince Bythewood dirigiria o filme agora intitulado Silver & Black. Em 2024, o filme foi cancelado pela Sony junto com todos os futuros projetos relacionados ao Universo Homem-Aranha da Sony.
Ela também aparece como parceira de Kraven, o Caçador em Spider-Man: The New Animated Series (2003).
Ela também aparece no episódio 21 de O Espetacular Homem-Aranha (2008).

### Jogos
Aparece no jogo Spider-Man de 2018.

## Erro no Brasil
Apesar de ser chamada de "Sabre de Prata" por diversas publicações especializadas em quadrinhos, cinema e TV, o nome oficial da personagem, no Brasil, é Silver Sable, desde que apareceu pela primeira vez nos quadrinhos, até em publicações mais recentes. Seu alter-ego "heróico" é derivado de seu nome próprio, Silver Sablinova, por isso a localização decidiu manter em inglês. Além disso, "Sable" não quer dizer "Sabre", em português. É uma tradução errônea e inventada.